# Ficheto Point
Ficheto Point är en udde i Antarktis. Den ligger i Sydshetlandsöarna. Argentina, Chile och Storbritannien gör anspråk på området.
Terrängen inåt land är platt åt nordost, men söderut är den kuperad. Havet är nära Ficheto Point åt nordost. Trakten är glest befolkad. Närmaste befolkade plats är Maldonado Station, 19,0 kilometer öster om Ficheto Point. 